# Vendedor externo
Vendedor externo é um profissional da área de vendas que tem como função efetuar vendas dirigindo-se até aos clientes em vez de ficar num ponto fixo. Um vendedor externo também não está sujeito a uma carga horária fixa, podendo ele mesmo definir qual carga horária ele deseja atuar ao dia. 